# 44,100 Hz
У дигиталном звуку 44.100 Hz (наизменично представљено као 44.1 kHz ) је уобичајена фреквенција узорковања. Аналогни звук се снима узорковањем 44.100 пута у секунди, а затим се ови узорци користе за реконструкцију аудио сигнала током репродукције.
Брзина узорковања звука од 44.1 kHz има широку примену због формата компакт диска (ЦД), који је први користио Сони, почев од 1979. године.

## Историја
Стопа узорковања од 44.1 kHz настала је крајем 1970-их са ПЦМ адаптерима, који су снимали дигитални звук на видео касете,  посебно Сони ПЦМ-1600 (1979) и наредним моделима из ове серије. Тада је то постало основа за компакт диск дигитални аудио ( ЦД-ДА ), дефинисан у Црвеној књизи стандарда (1980). Са његовом употребом настављено је као са једном од опција у стандардима из 1990-их као што је ДВД, а у 2000-им, стандардима као што је ХДМИ . Ова фреквенција узорковања обично се користи за МП3 и друге формате аудио датотека потрошача који су оригинално креирани од материјала издвојеног са компакт дискова.

## Порекло
Стопа је изабрана након расправе између произвођача, посебно Сони-а и Филипса-a, и Сонијеве примене, што је де факто успоставило стандард. Стварни избор такве фреквенције био је поента неке расправе, а друге алтернативе су укључивале 44,1 / 1001 ≈ 44,056 kHz (одговара брзини поља НТСЦ у боји од 60 / 1.001 = 59.94 Hz) или приближно 44 kHz, коју је предложила компанија Филипс. Коначно, Сони је превладао за оба узорка (44.1 kHz) и за дубину бита (16 бита по узорку, а не 14 бита по узорку). Техничко образложење које стоји иза избора фреквенције описано је у следећим поглављима.

### Слух и обрада сигнала код људи
Никвист-Шенонова теорема одабирања каже да фреквенција узорковања мора бити већа од двоструке максималне фреквенције коју желимо да репродукујемо. Пошто је распон слуха код људи отприлике 20 Hz до 20.000 Hz, стопа узорковања мора бити већа од 40 kHz.
Поред тога, сигнали морају бити филтрирани помоћу нископропусног филтра пре узорковања да би се избегао алијасинг ефекат . Док би идеалан филтер за ниске фреквенције савршено прошао фреквенције испод 20 kHz (без пригушeња) и савршено одсечене фреквенције изнад 20 kHz, такав идеалан филтер је теоретски и практично немогуће имплементирати, јер је некаузалан, па је у пракси потребан прелазни опсег, где су фреквенције делимично ослабљене. Што је шири овај прелазни опсег, лакше је и економичније направити анти-алијасинг филтер . Фреквенција узорковања 44.1 kHz омогућава прелазни опсег од 2.05 kHz.

### Снимање на видео опреми
|      | Активне линије / поље | Поља / секунде | Узорци / линија | Резултат фреквенције узорка |
| ---- | --------------------- | -------------- | --------------- | --------------------------- |
| НТСЦ | 245                   | 60             | 3               | 245 × 60 × 3 = 44.100 kHz   |
| ПАЛ  | 294                   | 50             | 3               | 294 × 50 × 3 = 44.100 kHz   |

НТСЦ има 490 активних линија по кадру, од укупно 525 линија; ПАЛ има 588 активних линија по кадру, од укупно 625 линија.

## Сродне фреквенције
44,100 је производ квадрата прва четири главна броја ( {\displaystyle 2^{2}\cdot 3^{2}\cdot 5^{2}\cdot 7^{2}} ) и стога има много корисних целих фактора . Иако делује као случајност, 44.1 kHz брзина узорковања је тачно 4 пута већа од фреквенције линије старог 441 линија немачког ТВ стандарда који је имао фреквенцију 441 × 50 ÷ 2 = 11.025 Hz (441 линија по кадру, 50 поља у секунди, 2 поља у оквиру).
Различити множитељи 44.1   користе се kHz - ниже фреквенције 11.025 kHz и 22.05 kHz налазе се у WAV датотекама и погодни су за апликације са малим опсегом, док су веће фреквенцијеф од 88,2   kHz и 176,4 kHz се користе за мастеринг и за ДВД-Аудио - веће фреквенције су корисне и из уобичајеног разлога пружања додатне резолуције (стога су мање осетљиве на дисторзије уведене уређивањем), али и олакшавања филтрирања са ниским пролазима, јер је много већи прелазни опсег (између људског и звучног у 20 kHz и стопа узорковања) могућ. Фреквенције 88.2 kHz и 176,4 kHz се примарно користе када је крајњи циљ ЦД.

## Остале фреквенције
Неколико других стопа узорковања такође је коришћено у раном дигиталном звуку. А 50   кХз узорак, коришћен од стране Соундстрим- а 1970-их, након броја 37 kHz прототип. Почетком 1980-их, 32   kHz узорковање је коришћено у емитовању (посебно у Великој Британији и Јапану), јер је то довољно за ФМ стерео емисије, које имају опсег од 15 kHz. Неки дигитални звук је обезбеђен за кућну употребу у два некомпатибилна формата ЕИАЈ(јапанска асоцијација електронске и индустрије информационих технологија), што одговара 525 / 59.94 (44.056 Hz узорковања) и 625/50 (узорковањe од 44.1 kHz ).
Дигитална аудио касета (ДАТ) је објављена 1987. са фреквенцијом узорковања од 48 kHz. Ова фреквенција узорковања постала је стандардна стопа узорковања за професионални звук . Конверзија броја узорака између ових стопа компликована је релативно високим бројевима у односу између ових фреквенција (најнижи заједнички именитељ од 44.100 и 48.000 је 147:160), али сада се то може обавити компетентно и ефикасно. Ране потрошачке ДАТ машине нису подржавале фреквенцију од 44.1 kHz и искористиле су ову разлику да би отежали израду директних дигиталних копија од 44.1 ЦД-а који користе 48 kHz ДАТ опремe. 

## Статус
Због популарности ЦД-а, постоји велики број уређаја који користе фреквенцију 44.1 kHz, као и велики број аудио записа снимљених у 44.1 kHz (или више њих). Међутим, неки новији стандарди, поред 44.1 kHz користе и 48 kHz или уместо 44.1 kHz. У видеo садржајима, 48 kHz је сада стандард, али за аудио ЦД-ове фреквенција од 44,1 kHz (и вишеструки) се и даље користе.
ХДМИ ТВ стандард (2003) омогућава и фреквенцију од 44.1 kHz и фреквенцију 48 kHz (и више њих). То омогућава компатибилност са ДВД плејерима који репродукују ЦД, ВЦД и СВЦД садржај. Стандарди за ДВД-Видео и Блу-рej дискове користе искључиво вишеструке 48 kHz.
Већина ПЦ звучних картица садржи дигитално-аналогни претварач који може радити на фреквенцији од 44.1 kHz или 48 kHz. Неки старији процесори укључују само 44.1 kHz излаз, а неки јефтинији новији процесори укључују само 48 kHz излаз, захтевајући да ПЦ изврши дигиталну конверзију брзине узорка да би се произвеле остале брзине узорка. Слично томе, картице имају ограничења у узорковању које подржавају за снимање.